# Julius Semler
Julius Semler (død juli 1856 i Roskilde) var en dansk violinist og kgl. kapelmusikus. Blandt hans elever var Valdemar Tofte.